# Стешицкий сельсовет
Стешицкий сельсовет (до 2010 г. — Жарский сельсовет) — упразднённая административная единица на территории Вилейского района Минской области Республики Беларусь.

## Географическое положение
Стешицкий сельсовет Вилейского района Минской области был расположен в северо-западной части Вилейского района. Граничил с Костеневичским, Долгиновским, Ольковичским сельсоветами Вилейского района Минской области.

## История
Образован в 1939 году и до 2010 года назывался — Жарский сельский Совет.
В 2010 году переименован в Стешицкий.

## Демография
На территории совета в 2011 году проживало 1155 человек, из них:
- Моложе трудоспособного возраста — 212
- Трудоспособного возраста — 588
- Старше трудоспособного возраста — 355

## Состав
Стешицкий сельсовет включал 16 населённых пунктов:
- Аношки — деревня.
- Бакуньки — деревня.
- Генеральчики — деревня.
- Гришковичи — деревня.
- Дубровка — деревня.
- Жары — деревня.
- Жизнова — деревня.
- Замошье — деревня.
- Камено — деревня.
- Кривознаки — деревня.
- Кумельщина — деревня.
- Погост — деревня.
- Поляны — деревня.
- Стахи — деревня.
- Стешицы — агрогородок.
- Юдевщина — деревня.

## Производственная сфера
- Филиал Райтопсбыт д. Жары
- ОАО «Стешицы»
- ЧСУП «Вилия-агро». Специализация — производство мяса, молока, зерна, картофеля, льна.

## Социально-культурная сфера
- Здравоохранение: 2 фельдшерско-акушерских пункта (агр. Стешицы, д. Погост)
- Образование: на территории сельсовета работает 2 государственных учреждений образования: Стешицкий УПК детский сад-общеобразовательная средняя школа, Погостский УПК детский сад-общеобразовательная базовая школа
- Культура: Дом культуры (аг. Стешицы), сельский клуб (д. Погост), 2 библиотеки (д. Погост. аг. Стешицы).